# Portugal op de Olympische Zomerspelen 1912
Portugal debuteerde op de Spelen tijdens de Olympische Zomerspelen 1912 in Stockholm, Zweden. Zes deelnemers deden mee aan drie sporten, maar er werden geen medailles gewonnen. Opmerkelijk was de dood van de atleet Francisco Lázaro als gevolg van ernstige uitdroging tijdens de marathon.

## Deelnemers en resultaten

### Atletiek
| Olympiër               | Onderdeel    | Resultaat    | Prestatie                          |
| ---------------------- | ------------ | ------------ | ---------------------------------- |
| António Stromp         | 100m (m)     | series       | serie 5: 3de                       |
| Alexandre Correia Leal | 200m (m)     | DNS          | niet gestart                       |
| António Stromp         | 200m (m)     | series       | serie 18: 3de                      |
| Alexandre Correia Leal | 400m (m)     | DNS          | niet gestart                       |
| Armando Cortesão       | 400m (m)     | series       | serie 3: 3de                       |
| Armando Cortesão       | 800m (m)     | halve finale | serie 3: 2de halve finale 2: 6-9de |
| Matias de Carvalho     | marathon (m) | DNS          | niet gestart                       |
| Francisco Lázaro       | marathon (m) | DNF          | niet gefinisht*                    |

- overleden omwille van uitdroging

### Schermen
| Olympiër         | Onderdeel | Resultaat | Prestatie                             |
| ---------------- | --------- | --------- | ------------------------------------- |
| Fernando Correia | degen (m) | DSQ       | 1ste ronde groep C: gediskwalificeerd |

### Worstelen
| Olympiër        | Onderdeel      | Resultaat      | Prestatie |
| Grieks-Romeins  | Grieks-Romeins | Grieks-Romeins | Grieks-Romeins |
| --------------- | -------------- | -------------- | --- |
| António Pereira | -60kg (m)      | 19e            | 1ste ronde: V van FIN Haapanen: val 2de ronde: W van GBR MacKenzie: walk-over 3de ronde: V van SWE Andersson: val |
| Joaquim Victal  | -75kg (m)      | 20e            | 1ste ronde: V van ITA Carcereri: val 2de ronde: W van FRA Barrier: walk-over 3de ronde: V van FIN Asikainen: val  |

Australazië · België · Bohemen · Canada · Chili · Denemarken · Duitsland · Egypte · Finland · Frankrijk · Griekenland · Groot-Brittannië · Hongarije · IJsland · Italië · Japan · Luxemburg · Nederland · Noorwegen · Oostenrijk · Portugal · Rusland · Servië · Turkije · Verenigde Staten · Zuid-Afrika · Zweden · Zwitserland